# ۵۹۹ (خورشیدی)
۵۹۹ پانصد و نود و نهمین سال هجری خورشیدی است.

## رویدادها
- ۳ خرداد - سپاه جبه نویان مغول به دروازه های نیشابور رسید.